# NGC 5315
NGC 5315是一个位于圆规座的行星状星云。视星等为9.8，包裹着一颗14.2等的恒星。位于圆规座α西南5.2度处。该星云的盘状特征要放大200倍才可见。英国天文学家羅夫·科普蘭于1883年发现了该天体。